# Kleiner Ackerwurm
Der Kleine Ackerwurm (Allolobophora chlorotica) ist eine Art der Regenwürmer. Die Art bevorzugt menschengemachte Habitate wie Äcker, Wiesen, auch Gärten. Er findet sich häufig in schweren, feuchten Böden, auch in Gewässernähe.

## Merkmale
Der Kleine Ackerwurm ist 3 bis 7 oder bis 8 Zentimeter lang bei einem Körperdurchmesser von 2 bis 4 bzw. 3 bis 7 Millimetern, es handelt sich damit um einen kleineren bis mittelgroßen Regenwurm. Der Körper besteht bei ausgewachsenen Exemplaren in Ungarn aus 60 bis 140, in England aus 80 bis 138 Segmenten. Da Regenwürmer ein Leben lang weiterwachsen, indem sie am Hinterende neue Segmente hinzufügen, sind die Angaben zur Körpergröße vom erreichten Lebensalter abhängig. Der Körper zeigt die typische zylindrische Form der Regenwürmer, das Hinterende kann etwas abgeflacht sein.
Charakteristisch für die Art ist die grünliche Färbung. Ältere Tiere können dunkelgrün gefärbt sein, junge Exemplare eher gelbgrün. Manchmal sind sie unpigmentiert und können dann fleischfarben aussehen. In manchen Werken angegebene braune oder bräunliche Färbung einiger Exemplare geht vermutlich auf falsch zugeordnete Tiere zurück. Alle Arten der Gattung Allolobophora sind nach neueren Untersuchungen grün pigmentiert oder unpigmentiert, braun gefärbte wurden in andere Gattungen transferiert.
Weitere Merkmale sind: Der Ackerwurm gehört zu den Regenwürmern mit sog. epilobem Prostomium, d. h. der Kopflappen am ersten, borstenlosen, Körpersegment, der die Mundöffnung überwölbt, erreicht nach hinten nicht die Intersegmentalfurche, d. h. er teilt das Segment nicht. Die ersten Dorsalporen (am Grund der Intersgmentalfurchen einmündende Poren in der Rückenmitte) sitzen zwischen dem vierten und fünften, alternativ seltener zwischen dem fünften und sechsten Körpersegment. Aus den Poren scheidet der Wurm, wenn gestört, reichlich eine gelbe Flüssigkeit aus. Die acht Borsten (Setae) jedes Segments sitzen in den Segmenten hinter dem Gürtel (Clitellum) paarweise sehr nahe benachbart. Geschlechtsreife Würmer weisen den für alle Regenwürmer charakteristischen drüsig angeschwollenen Gürtel (Clitellum) auf, dieser sitzt bei der Art auf den Segmenten 28 oder 29 bis zum Segment 37, er ist sattelförmig. Das Clitellum weist auf der Unterseite paarig angelegte sog. Pubertätsleisten auf, diese sind bei der Art kleine saugnapfartige Bildungen auf den Segmenten 31, 33 und 35, gelegentlich auch auf weiteren. Die männlichen Genitalporen sitzen auf Segment 15. Diese Ausprägung der Pubertätsleisten ist, in Verbindung mit der (wenn pigmentiert) grünlichen Farbe das beste Feldmerkmal zur Unterscheidung von ähnlichen Arten. Regenwürmer sind aber allein nach Färbungsmerkmalen nicht bestimmbar.

## Lebensweise
Der Kleine Ackerwurm ist häufig in stark vom Menschen beeinflussten (synanthropen) Lebensräumen. Er kommt vor in Äckern, in Gärten, im Grünland (Wiesen und Weiden). Er fehlt in Wäldern nicht völlig, ist hier aber seltener als im Offenland. Er gehört zu den sogenannten endogäischen Regenwürmern, die im Inneren des Mineralbodens leben und kaum freiwillig zur Bodenoberfläche aufsteigen. Auch die Paarung und die Kotabgabe finden bei ihm im Boden statt. Die Art ist in Bezug auf den Bodentyp nicht wählerisch, bevorzugt aber feuchte Böden mit einem hohen Humusanteil, er kommt so bis in Sümpfe und an Gewässerufer vor. Gemeinsam mit Aporrectodea caliginosa ist er häufig die dominante endogäische Regenwurmart im Kulturland. Die Tiere graben typischerweise in einer Tiefe von etwa 6 Zentimeter, innerhalb des Wurzelfilzes der Pflanzenwurzeln.
Die Art ist, wie typisch für Regenwürmer, ein (simultaner) Zwitter. Es kommt aber nicht zur Selbstbefruchtung, Eier werden nur nach einer Paarung abgelegt, auch diese findet im Boden statt. Die Eier werden in einem Kokon abgelegt, der aus dem Sekret des Clitellums gebildet wird. Die Kokons sind von kugeliger Gestalt und 2,2 bis 4,1 Millimeter lang, sie sind glatt und gelblich gefärbt, meist zu den Polen hin etwas bräunlich. Meist schlüpft pro Kokon nur ein Jungwurm. Dieser ist dann etwa 11 Millimeter lang und unpigmentiert.

## Verbreitung
Das natürliche Verbreitungsgebiet der Art umfasst die Paläarktis. Er wurde aber fast weltweit in Regionen außerhalb der Tropen eingeschleppt und kommt heute auch in Nord- und im südlichen Südamerika, Afrika und Neuseeland vor. In Europa ist er eine häufige Art. In Deutschland ist er überall verbreitet.

## Systematik
Die Art wurde 1826 von Marie Jules César le Lorgne de Savigny als Enterion chloroticum wissenschaftlich beschrieben. Es ist die Typusart der Gattung Allolobophora. Genetisch ist die Art sehr variabel, dies wurde als eine Aufspaltung in mehrere genetische Linien, möglicherweise kryptische Arten gedeutet, zu denen es freilich zu Hybridisierung bei Kontakt käme. Dass die grün und die rosa getönten Individuen, die unterschiedlichen genetischen Linien angehören, verschiedene Arten repräsentieren können, war schon lange vermutet worden, es konnten aber keine sicheren morphologischen Merkmale angegeben werden. Beide Linien unterscheiden sich aber anscheinend in ihrer ökologischen Präferenz: die grüne kommt eher in feuchten, die rosafarbene in trockenen Lebensräumen vor. Züchtungsversuche mit Tieren aus verschiedenen genetischen Linien zeigt verwickelte Verhältnisse, die möglicherweise auf andauernde Paarungsfähigkeit der weiblichen, nicht aber der männlichen, Paarungspartner zwischen einzelnen Linien hindeuten.